# Christian Ziege
Christian Ziege (* 1. Februar 1972 in West-Berlin) ist ein deutscher Fußballtrainer und ehemaliger Fußballspieler. Als Spieler gewann er mit der deutschen Nationalmannschaft die Europameisterschaft 1996. Daneben wurde er sowohl deutscher als auch italienischer Meister und gewann zweimal den UEFA-Pokal.

## Sportliche Laufbahn

### Vereinskarriere
Zwischen 1978 und 1981 spielte Ziege für Südstern 08 Berlin und wechselte dann zum TSV Rudow Berlin. Von 1985 bis 1990 war er für Hertha Zehlendorf aktiv, bevor ihn 1990 der FC Bayern München verpflichtete. Für die Bayern absolvierte er bis 1997 185 Bundesligaspiele.
Danach wechselte er ins Ausland, so spielte er für den AC Mailand (1997 bis 1999), den FC Middlesbrough (1999/2000) und den FC Liverpool (2000/01).
Von 2001 bis zum Sommer 2004 stand Ziege bei Tottenham Hotspur in London unter Vertrag; in diese Zeit fiel auch eine Notoperation (Fasziotomie), die wegen eines Kompartmentsyndroms als Folge eines Pferdekusses erforderlich war. Zur Saison 2004/05 kehrte Ziege wieder nach Deutschland zurück. Sein letztes Spiel als Aktiver absolvierte er für Borussia Mönchengladbach am 21. Mai 2005 (34. Spieltag) bei der 1:5-Niederlage im Auswärtsspiel gegen Bayer Leverkusen. Am 20. Oktober 2005 beendete der damalige Mannschaftskapitän der Borussia nach einer Sprunggelenksverletzung seine Karriere.

### Auswahleinsätze
Am 30. April 1991 debütierte Ziege in der deutschen U-21-Nationalmannschaft, die in Osnabrück mit 3:1 gegen die belgische Auswahl gewann, gegen die er auch gleich sein erstes Tor erzielte. In seinem zwölften und letzten Spiel am 13. April 1993 in Rønne markierte er beim 4:1-Sieg über die dänische Auswahl zwei Treffer.
Für die Olympia-Auswahlmannschaft bestritt er am 25. Februar 1992 in Troisdorf beim 2:1-Sieg über die polnische Auswahl sein einziges Spiel.
Ziege spielte 72-mal für die A-Nationalmannschaft und erzielte neun Tore. Sein Debüt gab er am 10. Juni 1993 in Washington beim 3:3 in einem Test-Länderspiel gegen die brasilianische Nationalmannschaft. Er gehörte den DFB-Kadern bei allen EM- und WM-Endrunden zwischen 1996 und 2004 an. Bei der Europameisterschaft 1996 in England gelangte er bis ins Finale gegen Tschechien und bereitete dort den Ausgleichstreffer von Oliver Bierhoff vor, der dann auch das Golden Goal zum 2:1 und zum Titelgewinn erzielte.
Für den Gewinn der Fußballeuropameisterschaft 1996 wurde er – zusammen mit der Nationalmannschaft – durch Verleihung des Silbernen Lorbeerblattes von Bundespräsident Roman Herzog geehrt.
Ziege erreichte mit der Nationalmannschaft auch das Finale der Weltmeisterschaft 2002. Letztmals für ein Turnier wurde er zur Europameisterschaft 2004 für den verletzten Christian Rahn nominiert. Davor war Ziege knapp zwei Jahre lang ein Einsatz in der Nationalmannschaft verwehrt geblieben.
Sein letztes Länderspiel absolvierte er beim 7:0-Sieg im Vorbereitungs-Länderspiel zur Europameisterschaft 2004 am 27. Mai 2004 gegen die maltesische Nationalmannschaft. Bei der EM in Portugal kam er zu keinem Einsatz. Nach dem Turnier wurde Ziege nicht mehr für die Nationalmannschaft nominiert.

### Erfolge

#### Vereine
- Deutscher B-Juniorenmeister 1988 (mit Hertha Zehlendorf)
- Deutscher Meister 1994, 1997 (mit dem FC Bayern München)
- UEFA-Pokal-Sieger 1996 (mit dem FC Bayern München), 2001 (mit dem FC Liverpool)
- Italienischer Meister 1999 (mit dem AC Mailand)
- FA-Cup-Sieger 2001 (mit dem FC Liverpool)
- League-Cup-Sieger 2001 (mit dem FC Liverpool)

#### Nationalmannschaft
- Zweiter der Weltmeisterschaft 2002
- Europameister 1996

## Beruflicher Werdegang

### Trainerlaufbahn
Nach dem Ende seiner Spielerkarriere erwarb Ziege im SportCentrum Kamen-Kaiserau seinen A-Trainer-Schein. Von Juni 2006 bis März 2007 trainierte er die U-17-Junioren von Borussia Mönchengladbach. Eine weitere Fußballlehrerlizenz wollte er ursprünglich an der Hennes-Weisweiler-Akademie in Köln erwerben. Diese Ausbildung brach er jedoch vorzeitig ab, um sich ausschließlich seiner Aufgabe als Manager zu widmen.
Nachdem Borussia Mönchengladbach am 5. Oktober 2008 Jos Luhukay als Trainer entlassen hatte, übernahm Ziege kommissarisch dessen Aufgabe. In seinem einzigen Spiel als Interimstrainer spielte die Mannschaft 2:2 in Bochum. Am 19. Oktober wurde Ziege auf einer Pressekonferenz als neuer Assistent an der Seite von Hans Meyer vorgestellt. Der Wechsel war von Ziege selbst in internen Gesprächen angeregt worden. Am 15. Dezember 2008 gab Ziege seinen Rücktritt als Co-Trainer bekannt. Als Gründe wurden von seiner Seite private und persönliche Aspekte genannt.
Im April 2010 erwarb er doch noch das Fußballlehrerdiplom an der Hennes-Weisweiler-Akademie der Deutschen Sporthochschule Köln. Danach war Ziege ab Saisonbeginn 2010/11 Cheftrainer des Zweitligisten Arminia Bielefeld, der ihn am 6. November 2010 entließ.
Im April 2011 wurde Ziege als zukünftiger Trainer der U-19-Nationalmannschaft vorgestellt. Er folgte dort auf Ralf Minge, der die Mannschaft zuvor trainiert hatte. Im August 2011 übernahm Ziege beim DFB die U-18-Nationalmannschaft und trainierte sie im nachfolgenden Jahr als U-19-Mannschaft weiter. 2013 übernahm er wieder die U18, die zwischenzeitlich von Horst Hrubesch trainiert wurde. Sein im Sommer 2014 auslaufender Vertrag wurde vom DFB nicht verlängert.
Am 20. März 2014 wurde Ziege neuer Trainer der SpVgg Unterhaching. Am 25. März 2015 trat er zurück und gab als Grund „veränderte Rahmenbedingungen“ an.
Der spanische Drittligist Atlético Baleares verpflichtete Ziege Ende November 2015 als neuen Cheftrainer.
Am 15. März 2017 gab der Club bekannt, dass Christian Ziege mit sofortiger Wirkung von seinen Aufgaben entbunden ist.
Am 1. Januar 2018 hatte Ziege das Amt des Trainers beim thailändischen Klub Ratchaburi Mitr Phol angetreten. Er beendete die Zusammenarbeit mit dem Erstligisten aber nach sechs Wochen wieder.
Im April 2019 wurde Ziege als neuer Cheftrainer des österreichischen Regionalligisten FC Pinzgau Saalfelden vorgestellt, wo auch sein Sohn trainierte. Seit April 2022 ist Ziege dort nicht mehr als Trainer, sondern als Sportdirektor tätig.

### Funktionärstätigkeit
Am 8. März 2007 übernahm Christian Ziege die Nachfolge des Sportdirektors Peter Pander bei Borussia Mönchengladbach. Nach dem Abstieg aus der Bundesliga im Sommer 2007 verließen 13 Spieler den Verein. Ziege stellte daraufhin eine fast komplett neue Mannschaft zusammen, der dann der sofortige Wiederaufstieg gelang. Im Juni 2008 wurde der laufende Vertrag mit Ziege vorzeitig bis Ende Juni 2011 verlängert. Allerdings gab Ziege den Posten aufgrund seiner neuen Aufgabe als Co-Trainer am 19. Oktober 2008 vorzeitig an Max Eberl ab. Seit April 2022 ist er Sportdirektor beim FC Pinzgau Saalfelden.

## Privates
Ziege war rund 27 Jahre von 1997 bis zu ihrem Tod mit seiner Frau Pia (1972–2024) verheiratet. Beide bekamen zwei gemeinsame Kinder, einen Sohn und eine Tochter, eine weitere Tochter hatte seine Frau aus einer früheren Ehe. Pia Ziege starb am 4. November 2024 nach langer schwerer Krankheit.